# داني روكو
داني روكو (بالإنجليزية: Danny Rocco)‏ هو لاعب كرة قدم أمريكية أمريكي، ولد في 16 يوليو 1960 في هنتينغدون في الولايات المتحدة.